# My Bonnie Lies Over The Ocean
"My Bonnie lies over the ocean" é uma música folclórica escocesa tradicional que permanece popular na cultura ocidental.

## História
Embora a origem da música seja incerta, seu assunto original poderia ser Charles Edward Stuart ('Bonnie Prince Charlie'): após a derrota do príncipe na Batalha de Culloden em 1746 e seu subsequente exílio, seus apoiadores jacobitas poderiam ter cantou essa música ou uma em sua homenagem; e, graças à ambiguidade do termo "Bonnie", que pode se referir tanto a uma mulher quanto a um homem, eles poderiam fingir que era uma canção de amor.
O grupo de canto tradicional inglês The Watersons, em seu álbum de 1975 "For Pence and Spicy Ale", canta uma música da tradição inglesa chamada "My Barney Lies Over the Ocean", que tem uma melodia ligeiramente diferente e é considerada um antecedente. Nas notas principais da música, o musicólogo A. L. Lloyd diz sobre "My Barney": "Uma música de palco preferida pelos comediantes irlandeses a partir da década de 1860. Durante a década de 1880, aparentemente nos campi das universidades americanas, grupos íntimos de harmonia melhoraram a situação. conhecido - e ainda mais absurdo - 'My Bonny Lies Over the Ocean'. Watersons teve isso com Bob Davenport, que o aprendeu com um Frank Quinn 78."
Em 1881, sob a dupla de pseudônimos H.J. Fuller e J.T. Wood, Charles E. Pratt publicou partituras para "Bring Back My Bonnie to Me". Theodore Raph, em seu livro: American song treasury: 100 favorites, de 1964, escreve que as pessoas estavam solicitando a música em lojas de partituras na década de 1870, e Pratt estava convencido a publicar uma versão dela sob os pseudônimos, e a música se tornou um grande sucesso, especialmente popular entre os grupos de cantores universitários, mas também popular em todas as situações de cantos em grupo.

## Letra da música
My Bonnie lies over the ocean

My Bonnie lies over the sea

My Bonnie lies over the ocean

Oh, bring back my Bonnie to me...

Bring back, bring back

Oh, bring back my Bonnie to me, to me

Bring back, bring back

Oh, bring back my Bonnie to me

O blow ye winds over the ocean

o blow ye winds over the sea

O blow ye winds over the ocean

and bring back my bonnie to me

Bring back, bring back

Oh, bring back my Bonnie to me, to me

Bring back, bring back

Oh, bring back my Bonnie to me

Last night as I lay on my pillow

Last night as I lay on my bed

Last night as I lay on my pillow

I dreamt that my Bonnie was dead

Bring back, bring back

Oh, bring back my Bonnie to me, to me

Bring back, bring back

Oh, bring back my Bonnie to me

The winds have blown over the ocean

The winds have blown over the sea

The winds have blown over the ocean

And brought back my Bonnie to me

Bring back, bring back

Oh, bring back my Bonnie to me, to me

Bring back, bring back

Oh, bring back my Bonnie to me

## Paródias
Existem inúmeras variações e paródias da música. Muitos destes são resultado da canção sendo cantada muitas vezes para as crianças e ser uma comum canção para organizações como os escoteiros. Essas versões de fogueira são ocasionalmente acompanhadas de movimentos interativos, como sentar ou levantar sempre que uma palavra que começa com a letra "b" é cantada.[carece de fontes?] 
My Bonnie leaned over the gas tank,

The height of its contents to see,

I lit a small match to assist her,

O Bring back my Bonnie to me.

Repeat chorus

Last night as I lay on my pillow,

Last night as I lay on my bed,

I stuck my feet out of the window,

In the morning the neighbors were dead.

Repeat chorus

Oh, Dory swam over the ocean,

Oh, Dory swam over the sea,

Oh, Dory swam over the ocean,

Now Dory has swum back to me.

Repeat chorus

My Bonnie Lies over the Ocean,

My Bonnie Lies over the Sea,

My Daddy laid over my Mommy,

And that is how I came to be.

Repeat chorus

My mother, she drowned in the bathtub,

My father, he died from his gin,

My sister she choked on her chocolate,

My stars, what a fix I am in.

Repeat chorus

I tried making beer in the bathtub,

I tried making synthetic gin,

I tried making fudge for a living,

Now look at the shape that I'm in.

Repeat chorus

Há também a versão da música orientada para crianças. 
My Bonnie lies over the ocean

My Bonnie lies over the sea

My Bonnie lies over the ocean

Oh, bring back my Bonnie to me...

We watched her sail over the ocean

we watched her sail out to the sea

For many a-month we’ll be waiting

So, bring back my Bonnie to me...

All of my friends are sailing along

The boat makes us music we’ll sing along

Bring back, bring back

Oh, bring back my Bonnie to me

O blow ye winds over the ocean

o blow ye winds over the sea

O blow ye winds over the ocean

and bring back my bonnie to me

All of my friends are sailing along

The boat makes us music we’ll sing along

Bring back, bring back

Oh, bring back my Bonnie to me

All of my friends are sailing along

The boat makes us music we’ll sing along

Bring back, bring back

Oh, bring back my Bonnie to me

Oh, bring back my Bonnie to me

## Na cultura moderna
- Os irmãos Fletcher filmaram essa música no DeForest Phonofilm, parte de sua série Song Car-Tunes, lançada em 15 de setembro de 1925, e notável como o primeiro filme a usar a técnica 'siga a bola quicando'.[7][8]
- O personagem bêbado Arthur Housman canta alegremente esta canção na Laurel & Hardy curto 1932 Scram! enquanto despeja licor em um jarro.
- Em Woody Woodpecker, no episódio The Beach Nut, de 1944, essa música é cantada por Woody e Wally Walrus.
- My Bunny Lies Over The Sea, um curta de desenho animado do Pernalonga cujo título parodia a música, foi lançado pela Warner Brothers em 1948.[9]
- No filme de Abbott e Costello, The Naughty Nineties (20 de junho de 1945), as audições de Costello para o barco fluvial do capitão Sam são exibidas cantando "My Bonnie". Atrás dele, Abbott grita instruções para a equipe de palco na criação de uma cortina de pano de fundo ("Mova-a para a esquerda", "Inferior", "Superior", "Levante a perna direita" etc.) Alheio a isso, Costello acha que Abbott o está dirigindo e segue todos os seus comandos, movendo-se para a esquerda, cantando mais alto, mais baixo e assim por diante.
- A música tem um papel proeminente no episódio "The Quiz Show", de I Love Lucy (exibido no dia 10 de novembro de 1951).
- Duane Eddy alcançou o Top 30 dos EUA e o Top 15 do Reino Unido em 1960 com uma versão instrumental do rock and roll intitulada "Bonnie Came Back"
- Um arranjo de rock n 'roll da música, intitulado apenas 'My Bonnie', foi gravado em 1961 por Tony Sheridan e os Beat Brothers, chegando ao 5º lugar no Hit Parade na Alemanha Ocidental. (Os 'Beat Brothers' eram na verdade Os Beatles - os executivos das gravadoras sentiram que seu nome real ainda não famoso era muito foneticamente semelhante a uma obscenidade alemã - e a gravação foi relançada no álbum de compilação Anthology 1 em 1995.)[10]
- Bing Crosby incluiu a música em um medley em seu álbum On the Sentimental Side (1962).
- Na história em quadrinhos de 1965 de Carl Barks, O Fantasma de Notre Duck, Scrooge McDuck instala um abridor de porta eletrônico para sua lixeira, que só se abre para a música "My Bonnie Lies Over the Ocean" tocada em um pífano especial.
- No filme indonésio de 1985 Kesempatan dalam Kesempitan (id), no qual a música foi cantada em uma música de jazz.
- O episódio 13 da 1ª temporada da série de televisão Murder, She Wrote (1985) é intitulado "My Johnny Lies Over The Sea"
- O episódio 17 da 15ª temporada (My Big Fat Geek Wedding) da série de televisão The Simpsons (2004) usa "My Bonnie Lies Over the Ocean" com uma cena do diretor Skinner.
- Em 20 de dezembro de 2011, o JibJab lançou um vídeo sobre o ano de 2011 em revisão com uma música chamada "2011, Buh-Bye", na melodia da música-título.[11]
- Laura Wright gravou uma versão em destaque em seu álbum The Last Rose (2011)
- Jackass Presents Bad Grandpa, da MTV, fez com que o personagem Billy (Jackson Nicoll) e o avô (Johnny Knoxville) decidissem entrar com Billy como uma menina em um concurso de beleza para meninas e apresentar a música com uma dança em uma das rodadas.
- Em How I Met Your Mother (temporada 6, episódio 10), Barney Stinson e Marshall Eriksen cantam "My Blitzy Lies Over the Ocean" em referência ao "fenômeno Blitz" pelo qual a pessoa "Blitzed" perde todos os eventos incríveis de uma vez. partido (eles ocorrem depois que o Blitz abandona o partido).
- Em The Giraffe, Pelly and Me, os personagens principais cantam uma música baseada nessa chamada "My Diamonds Lie over the Ocean".
- Em 2012, Hollie Steel estrelou e cantou "My Bonnie Lies Over the Ocean"[12] no docudrama musical de 55 minutos, Children on the Titanic[13] disponível no Amazon Video.[14]
- Ray Charles gravou um arranjo de R&B da música em 1958 para a Atlantic Records.
- Em Wolfenstein: The New Order, Fergus Reid pode ser ouvido cantando a música, entre seus tiros, durante o ataque ao complexo de Deathshead.